# Avetik Issahakian
Avetik Issahakian (en arménien Ավետիք Իսահակյան), né le 31 octobre 1875 à Alexandropol et mort le 17 octobre 1957 à Erevan, est un poète arménien.

## Biographie
Avetik Issahakian naît en 1875 à Alexandropol, actuellement Gyumri. Il fait ses études primaires dans sa ville natale, suit les cours du lycée d’Etchmiadzin, après quoi il se rend à l’étranger. Ainsi en 1897, il suit des cours de philologie et de philosophie à l'université de Zurich. Il est exilé de l'Empire russe dès 1911, et n'y rentrera qu'après la chute du régime tsariste.
Issahakian commence à écrire dès l’âge de douze ans. Son premier recueil : Vers et blessures, paru en 1898, le rend tout de suite populaire ; la publication d’Abou-Lala Mahari, en 1909, consacre sa réputation.
Fils de paysans arméniens, Issahakian pérégrine à travers le monde, il s’initie à toutes les religions et doctrines, aux croyances et aux sectes de Bouddha et de Confucius jusqu'au Christ et au Coran, de Lao-Tseu et Friedrich Nietzsche[réf. nécessaire] à Arthur Schopenhauer. Il est l'ami en France du poète-révolutionnaire Missak Manouchian. Il rentre en Arménie en 1936, sans pouvoir y achever son dernier roman, Maître Garo.
Sous le régime soviétique, il reçoit le prix Staline en 1946, pour les poèmes patriotiques écrits lors de la Seconde Guerre mondiale. Il est également décoré de l'ordre de Lénine, en 1945 et en 1955.
Avetik Issahakian meurt en 1957. Il est enterré au Panthéon Komitas d'Erevan.
Une bibliothèque à Erevan porte son nom.

## Œuvres
- Vers et blessures, Son premier recueil de poésies, 1898.
- Abou Lala Mahari, Poème très connu[Note 1], 1909-1911.
- Proses :
  - Le Garibaldien, 1907.
  - La Charrue de mon père, 1912.
  - La Pipe de la patience, 1928.
- Légendes et contes d’Issahakian :
  - L’Amour éternel, 1919.
  - Le Cœur d’une mère, 1917.
  - Lilith, 1921.
  - Le Dernier printemps de Saadi, 1923.
- Roman : Maître Karo, 1912.
- Poème patriotique: Meher le Grand, 1919.
- Poésies connues :
  - Toutes les nuits dans mon jardin.
  - Ce chemin tortueux.
  - Chant de Zaro.
  - Je rends mon âme, donne-m'en.
  - Je suis là, debout aussi ferme qu'un roc

## Poème
« De l’antique coupole de l’Ararat

Des siècles sont venus comme une seconde

Et sont passés.

Le glaive des foudres sans nombre

Ont frappé son diamant

Puis ont passé.

L’œil des générations effrayées par la mort,
 
S’est posé sur son sommet-lumière

Puis ont passé.

Maintenant c’est ton tour

Toi aussi contemple son front altier

Et passe. »

— Le Mont Ararat, 1927 (traduit par Élisabeth Mouradian et Serge Venturini).

## Musique
- Le compositeur russe Rotislav Boiko a mis en musique six poèmes d’Issahakian dans Romances sur des vers d’Issahakian, opus 26.
- Ses poèmes mis en musique par Ashot Satian (en) sont inclus dans le thème musical du film David Bek de Hamo Beknazarian.

### Note
1. ↑  Il existe une traduction  française et versifiée de cet ouvrage, par Alice Varvarian-Saboundjian, traductrice morte en août 2013 (cf. « Alice Varvarian-Saboundjian », sur ACAM (consulté le 3 août 2013)), publié en Arménie en 2011. Un exemplaire est disponible sous la rubrique 891.9.155. à la médiathèque d'Alfortville.